# Matt Farrell
Matthew Thomas Farrell, detto Matt (New Brunswick, 15 marzo 1996), è un cestista statunitense.